# محاكي الدجاج
محاكي الدجاج أو غاليميموس (باللاتينية: Gallimimus وتعني محاكي الدجاج) هو ديناصور ومن جنس شبيهات الطيور والثيروبودا وعاش في العصر الطباشيري. وقد عثر عليه في منغوليا